# Vlatko Andonovski
Vlatko Andonovski (en macedonio: Влатко Андоновски; Skopie, RFS de Yugoslavia; 14 de septiembre de 1976) es un entrenador y exfutbolista macedonio-estadounidense. Actualmente sin equipo, después de presentar su renuncia como director técnico de la selección femenina de Estados Unidos, cargo que ocupó desde el 2019.
Anteriormente, Andonovski fue entrenador del FC Kansas City y el Reign FC de la National Women's Soccer League.

## Como futbolista
Se desempeñaba de defensa central y jugó seis temporadas en Europa, en clubes como el FK Rabotnički, Makedonija GP y el FK Vardar, jugando en la Primera División de Macedonia, la Copa de Campeones de Europa y la Copa Intertoto.
En el año 2000 llegó a los Estados Unidos, y fichó por el Wichita Wings de la National Professional Soccer League, luego jugó en la Major Indoor Soccer League. Se retiró en 2015 como jugador-entrenador.

## Como entrenador
El 5 de diciembre de 2012, Andonovski firmó como primer entrenador del FC Kansas City, luego de dejar el Kansas City Comets.
El 7 de noviembre de 2017, Andonovski cambió de equipo y fue contratado  en el Seattle Reign FC. Durante su etapa en el club, el equipo se mudó de Seattle a Tacoma, Washington luego de la temporada 2018, y fue renombrado a Reign FC.
Andonovski fue elogiado por su trabajo en el Reign FC durante la temporada 2019. El 28 de octubre de 2019 fue nombrado nuevo entrenador de la selección femenina de fútbol de Estados Unidos.

## Clubes

### Como jugador
| Club               | País                | Año       |
| ------------------ | ------------------- | --------- |
| FK Rabotnički      | Macedonia del Norte |           |
| Makedonija GP      | Macedonia del Norte |           |
| FK Vardar          | Macedonia del Norte |           |
| Wichita Wings      | Estados Unidos      | 2000      |
| Kansas City Comets | Estados Unidos      | 2001-2005 |
| California Cougars | Estados Unidos      | 2005      |
| Philadelphia KiXX  | Estados Unidos      | 2005-2006 |
| Kansas City Comets | Estados Unidos      | 2015      |

### Como entrenador
| Club                           | País           | Año       |
| ------------------------------ | -------------- | --------- |
| Kansas City Comets (Asistente) | Estados Unidos | 2010-2013 |
| Kansas City Comets             | Estados Unidos | 2013-2016 |
| FC Kansas City                 | Estados Unidos | 2013-2017 |
| Reign FC                       | Estados Unidos | 2018-2019 |
| Selección de Estados Unidos    | Estados Unidos | 2019-2023 |

## Estadísticas
| Club                                 | País           | Año         | Partidos dirigidos | Partidos ganados | Partidos empatados | Partidos perdidos | Efectividad |
| ------------------------------------ | -------------- | ----------- | ------------------ | ---------------- | ------------------ | ----------------- | ----------- |
| FC Kansas City                       | Estados Unidos | 2013-2017   | 91                 | 43               | 28                 | 20                | 47.25%      |
| Kansas City Comets                   | Estados Unidos | 2013-2016   | 73                 | 58               | 15                 | 0                 | 79.45%      |
| Reign FC                             | Estados Unidos | 2018-2019   | 48                 | 21               | 11                 | 16                | 43.75%      |
| Selección femenina de Estados Unidos | Estados Unidos | 2019-2023   | 7                  | 7                | 0                  | 0                 | 100%        |
| Total                                | Total          | 1986 - 2018 | 219                | 129              | 54                 | 36                | 58.90%      |

## Palmarés

### Títulos nacionales
| Título                         | Club           | País           | Año  |
| ------------------------------ | -------------- | -------------- | ---- |
| National Women's Soccer League | FC Kansas City | Estados Unidos | 2014 |
| National Women's Soccer League | FC Kansas City | Estados Unidos | 2015 |